# Varg Veum
Varg Veum (jämför uttrycket varg i veum) är en fiktiv privatdetektiv i Bergen i Norge som är huvudpersonen i en serie berättelser av Gunnar Staalesen. Veum porträtteras som en missanpassad man som försöker lösa brottmål samtidigt som polisen, fast på sitt eget sätt. Staalesen är född i Sunnfjord under andra världskriget. Han har tidigare varit gift men är nu skild och har en vuxen son.
Varg Veum finns gestaltad i 16 böcker mellan 1977 och 2008 samt ett antal noveller och små berättelser, plus som tecknad serie. Han har dramatiserats både vid radioteatern och vid den norska teatern, och filmbolaget Miso Film gjorde tillsammans med SF Norge sex stycken filmer 2006 för bio och TV med Trond Espen Seim i rollen som Varg Veum. Totalt blev det tolv stycken filmer om Varg Veum då ytterligare sex stycken spealdes in med start 2010.
I Fantomen nr 10–11/2024 publicerades en crossover där Varg Veum och Fantomen kämpar tillsammans mot människosmugglare i Bergen. Äventyret gavs ursprungligen ut på Irland 2018 och därefter i Norge 2019.

## Böcker
Gunnar Staalesen har skrivit 19 böcker om Varg Veum, och utöver det flera noveller:
- 1977: Bukken til havresekken, Gyldendal
- 1979: Din til døden, Gyldendal (Din intill döden, Bra Böcker 2002)
- 1980: Tornerose sov i hundre år, Gyldendal
- 1981: Kvinnen i kjøleskapet, Gyldendal
- 1983: I mørket er alle ulver grå, Gyldendal (I mörkret är alla ulvar grå, Prisma 1987)
- 1985: Hekseringen, Gyldendal (novellsamling)
- 1988: Svarte får, Gyldendal (Svarta får, Prisma 1989)
- 1989: Falne engler, Gyldendal (Fallna änglar, Prisma 1991)
- 1991: Bitre blomster, Gyldendal (Bittra blomster, Bra Böcker 1994)
- 1993: Begravde hunder biter ikke, Gyldendal (Begravda hundar bits inte, Bra Böcker 1996)
- 1995: Skriften på veggen, Gyldendal (Skriften på väggen, Bra Böcker 1998)
- 1996: De døde har det godt, Gyldendal (novellesamling)
- 2002: Som i et speil, Gyldendal (Som i en spegel, Bra Böcker 2003)
- 2004: Ansikt til ansikt, Gyldendal (Ansikte mot ansikte, Bra Böcker 2005)
- 2006: Dødens drabanter, Gyldendal
- 2008: Kalde hjerter, Gyldendal
- 2010: Vi skal arve vinden, Gyldendal
- 2012: Der hvor roser aldri dør, Gyldendal
- 2014: Ingen er så trygg i fare, Gyldendal
- 2016: Storesøster, Gyldendal
- 2018: Utenfor er hundene, Gyldendal
- 2023: Forfulgt av død, Gyldendal

Varg Veum är också en av många figurer i böckerna:
- 1998: 1950 – High Noon
- 2000: 1999 – Aftensang
- 2021: 2020 - Post festum

## Seriealbum
Gunnar Staalesen skrev manus till seriealbum som tecknades av Mike Collins. De bildar en följetong med huvudtiteln 7 fjell och handlingen utspelar sig från 1970 till 2001.
1. "De dødes dal" (Westwind, 2004)
2. "Dødelig Ekko" (Westwind, 2005)
3. "Vintermassakren" (Vigmostad & Bjørke, 2007)
4. "Hevneren fra Solbris" (Vigmostad & Bjørke, 2008)
5. "Død mann sladrer ikke" (Vigmostad & Bjørke, 2009)
6. "Isdalskvinnens hemmelighet" (Bodoni, 2011)
7. "De syv" (Bodoni, 2012)

## Filmerna
- 2007: Varg Veum – Bittra blomster (norska Bittre blomster)
- 2008: Varg Veum – Törnrosa (norska Tornerose)
- 2008: Varg Veum – Din till döden (norska Din til døden)
- 2008: Varg Veum – Fallna änglar (norska Falne engler)
- 2008: Varg Veum – Kvinnan i kylskåpet  (norska Kvinnen i kjøleskapet)
- 2008: Varg Veum – Begravda hundar (norska Begravde hunder)
- 2010: Varg Veum – Skriften på väggen (norska Skriften på veggen)
- 2011: Varg Veum – Svarta får (norska Svarte får)
- 2011: Varg Veum – Dödens drabanter (norska Dødens drabanter)
- 2011: Varg Veum – I mörkret är alla vargar grå (norska I mørket er alle ulver grå)
- 2011: Varg Veum – De döda har det bra (norska De døde har det godt)
- 2012: Varg Veum – Kalla hjärtan (norska Kalde hjerter)

### Skådespelare
- Varg Veum, privatdetektiv - Trond Espen Seim
- Jacob Hamre, polis - Bjørn Floberg
- Jan Isachsen, polis - Endre Hellestveit
- Anna Keilhaug, advokat - Kathrine Fagerland
- Karin, Veums flickvän - Lene Nystrøm